# Alexander von Witzleben
Alexander Reymar Karl-Wilhelm von Witzleben (* 19. August 1963 in Hamburg) ist ein deutscher Manager.

## Leben
Witzleben entstammt dem gleichnamigen Thüringer Adelsgeschlecht und ist der Sohn Friedrich-Karl Dietrich von Witzlebens, des 2001 verstorbenen Vorstandsvorsitzenden der Siemens Nederland N. V. und der Elke von Lueder.
Er studierte von 1985 bis 1990 an der Universität Passau Volks- und Betriebswirtschaftslehre. Danach arbeitete er drei Jahre bei der Wirtschaftsprüfungsgesellschaft KPMG in München.
1993 wechselte er als Leiter des Zentralbereichs Finanzen zu Jenoptik und gehörte seit 1996 – zwischen dem 1. Januar 1996 und dem 1. Mai 1997 als stellvertretendes Mitglied – als Finanzvorstand dem Vorstand des börsennotierten Unternehmens an. Im Juni 2003 löste er Lothar Späth als Vorstandsvorsitzender ab. Dieses Amt hatte er bis Ende Juni 2007 inne. Während dieser Zeit fiel unter seiner Verantwortung der Aktienkurs der Jenoptik AG um weitere knapp 30 Prozent (von ca. 10 Euro auf ca. 7,30 Euro), nachdem er bereits zuvor unter seiner Verantwortung als Finanzvorstand unter seinem Vorgänger Lothar Späth bereits um ca. 50 Prozent von ca. 20 Euro beim Börsengang auf ca. 10 Euro abgestürzt war. Insgesamt verloren Aktionäre damit während seiner Zeit von 1996 bis 2007 ca. 65 Prozent ihres Kapitals.
Vom 1. Juli 2007 bis 31. Dezember 2008 war er Mitglied des Vorstandes der Franz Haniel & Cie. GmbH, einer Holdinggesellschaft mit Sitz in Duisburg. Seit 1. Januar 2009 ist Witzleben Präsident des Verwaltungsrats der Schweizer Feintool-Gruppe. Vom 1. April 2009 bis 30. September 2009 war er dort zusätzlich interimistischer CEO. Er ist bereits seit 1998 Mitglied des Verwaltungsrats der Feintool-Gruppe.
Seit 2007 ist Alexander von Witzleben im Kuratoriumsvorstand der Internationalen Martin Luther Stiftung.
Er ist Mitglied in verschiedenen Kontrollorganen:
- seit 2005 Mitglied im Beirat der Kaefer SE & Co. KG, Bremen
- seit 2006 Aufsichtsratsvorsitzender bei der PVA TePla AG, Wettenberg
- seit dem 2. April 2008 Aufsichtsratsvorsitzender der Verbio Vereinigte BioEnergie AG
- seit 2011 Aufsichtsratsmitglied bei der Siegwerk Druckfarben AG & Co. KGaA, Siegburg
- seit April 2015 Verwaltungsratspräsident der Schweizer Arbonia AG, ehemals AFG.[7]
- seit Januar 2024 Aufsichtsratsmitglied bei der Innoviz Technologies Ltd, Israel[8]